# Nati nel 1100
| Questa pagina contiene informazioni ricavate automaticamente dalle voci biografiche con l'ausilio del template Bio e di un bot. L'aggiornamento è periodico e automatico e ricostruisce completamente la pagina. Se manca una persona in questa lista, sei pregato di non aggiungerla, ma accertati piuttosto che la sua voce biografica contenga il template Bio e che i dati anagrafici siano correttamente compilati. Se il template Bio manca, inseriscilo tu stesso o, in alternativa, metti l'avviso {{tmp\|Bio}} che ne segnala la mancanza. Se i dati riportati sono sbagliati, correggi direttamente la voce biografica; le modifiche saranno visibili in questa lista entro pochi giorni. Per chiarimenti vedi il progetto biografie. La lista contiene solo le 15 persone che sono citate nell'enciclopedia e per le quali è stato implementato correttamente il template Bio. Pagina aggiornata al 18 apr 2025. |

- Alberico da Settefrati, monaco cristiano italiano
- Alberto I di Brandeburgo, nobile tedesco († 1170)
- Pietro Comestore, teologo e scrittore francese († 1179)
- Einarr Skúlason, poeta e prete islandese
- Elena Alanka, nobildonna russa († 1150)
- Enrico di Blois, abate e vescovo cattolico normanno († 1171)
- Gerasimo di San Lorenzo, religioso italiano († 1180)
- Godefroid de Claire, orafo belga († 1173)
- Isacco della Stella, monaco cristiano, teologo e filosofo inglese († 1169)
- Pietro Lombardo, teologo e vescovo italiano († 1160)
- Giovanni Oldrati, presbitero italiano († 1159)
- Ragnvald Knaphövde, re svedese († 1126)
- Sigurd Slembedjakn, norvegese († 1139)
- Colomba di Pagliara, santa italiana († 1116)
- ʿAlī ibn Zayd Bayhaqī, storico persiano